# Frederick Kyereh
Frederick Kyereh (* 18. Oktober 1993 in Saarbrücken) ist ein deutscher Fußballspieler mit ghanaischen Wurzeln. Er spielt seit dem Sommer 2025 beim luxemburgischen Verein Victoria Rosport.

## Karriere
Kyereh wechselte 2008 von der DJK Rastpfuhl zur SV Elversberg. In der Saison 2009/10 spielte er für die JFG Saarlouis, kehrte aber nach nur einem Jahr wieder nach Elversberg zurück. Seit der Sommer 2012 war er in der Reservemannschaft der SVE aktiv. Ab September 2013 spielte er außerdem für das Seniorenteam. Nach dem Abstieg der Elversberger aus der 3. Liga lief er zunächst auch in der Regionalligasaison 2014/15 für die SVE auf. Im Januar 2015 wechselte er zum Drittligisten Energie Cottbus und unterschrieb einen Vertrag bis 2018. Nach dem Abstieg in die Regionalliga verließ Kyereh im Sommer 2016 den Verein. Sechs Monate war der Stürmer dann ohne Verein, ehe er sich in der Winterpause dem luxemburgischen Erstligisten Jeunesse Esch anschloss. Dort spielte er u. a. 2019 in der Qualifikation zu  Europa League gegen Tobyl Qostanai. Im Januar 2021 wechselte er dann weiter zum Ligarivalen FC UNA Strassen und sechs Monate später schloss er sich Etzella Ettelbrück an. Mit dem Verein stieg er 2023 von der BGL Ligue in die Ehrenpromotion ab. Insgesamt absolvierte Kyereh 105 Ligaspiele und erzielte dabei 25 Treffer. Im Sommer 2025 nahm ihn dann Erstligist Victoria Rosport unter Vertrag.